# Йе
Иль-д’Йе́ (фр. Île d’Yeu) — остров в Бискайском заливе в 20 км от атлантического побережья Франции в Стране Луары. Административно принадлежит французскому департаменту Вандея. На острове находятся два порта, Порт-Жуанвилль на северной стороне острова и Порт-де-ла-Мель среди скал южного побережья. Оба порта знамениты ловлей тунца и лангуста.
Известен тем, что на нём прожил в заключении свои последние годы маршал Анри Филипп Петен, который умер и был похоронен на острове в 1951 году.

## История

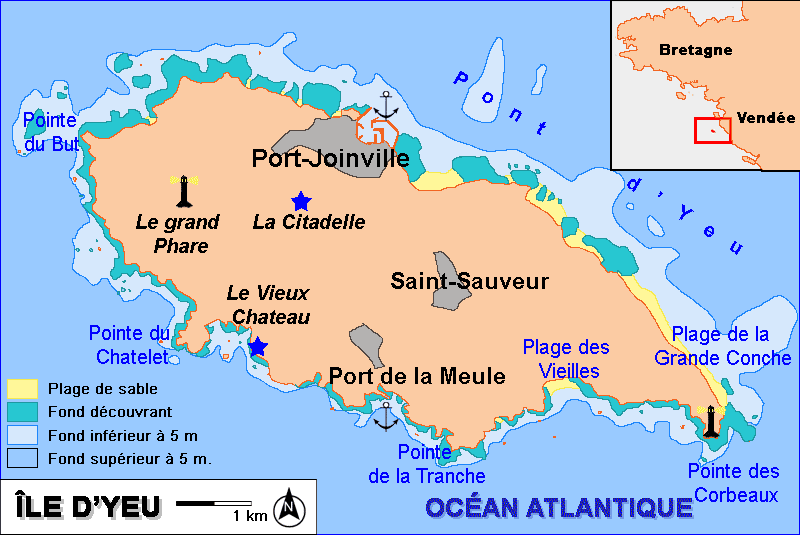
Карта острова Йе

На острове находится множество мегалитических сооружений — дольменов и менгиров, что свидетельствует о раннем появлении здесь людей.
В средние века на острове обосновались монахи, проповедовавшие его жителям христианство. В начале IV века Мартин Верту и Сэйнт Хилэр, ирландские монахи из Бангора, основали здесь монастырь. Святой Аманд из Пуату получил там раннее образование. В IX веке этот монастырь разграбили и уничтожили викинги.
Во время Столетней войны остров захватила Британия, но в 1758 году остров вернулся к Франции.
С 1858 по 1866 год на острове была возведена цитадель. Во внутреннем дворе цитадели стоял менгир, который позже пошёл на жернова для ветряных мельниц. С XX века внутренний двор использовался для выставок, публичных спектаклей, цирковых представлений и концертов.
Во время Первой мировой войны в ней содержались австро-венгерские военнопленные, а позже, в 1940 году — 125 французских коммунистов. Во время Второй Мировой войны, в 1940 году, цитадель была занята немецкими солдатами. Было возведено несколько бункеров и наблюдательных постов.
В 1944 году немецкие войска ушли с острова, разрушив единственный маяк. Остров вскоре был занят британскими войсками. После войны здесь находилась тюрьма руководителя Правительства Виши, маршала Петена. Его могила находится на кладбище в окрестностях Порт-Жуанвилля. В 1999 году остров был загрязнён нефтью из потерпевшего крушение мальтийского танкера «Эрика».